# Frango à Quieve

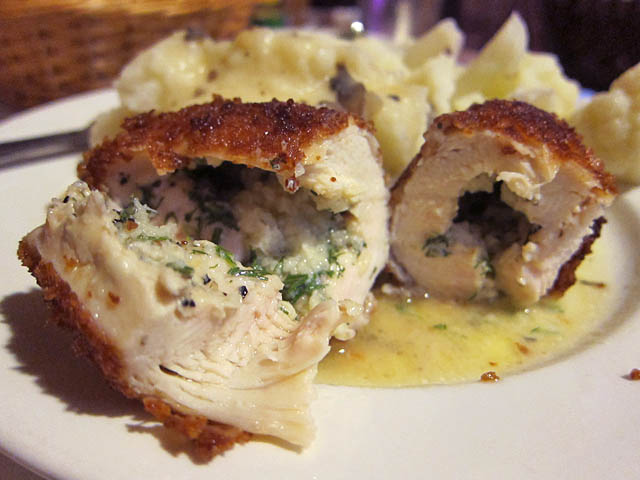
Frango à Quieve apresentado num restaurante ucraniano

O Frango à Quieve ou Frango à Kiev (em ucraniano: котлета по-київськи, em russo: котлета по-киевски) é um prato muito conhecido e tradicional das culinárias russa e ucraniana. O prato consiste em peito de frango desossado e recheado, para então ser frito ou cozido. O frango pode ser recheado com manteiga de alho, ervas, presunto, salmão, queijo, entre outros ingredientes.